# Xinwu (Taoyuan)
Xinwu (chinesisch 新屋區, Pinyin Xīnwū Qū, Hakka Sîn-vuk-khî, Pe̍h-ōe-jī Sin-ok-khu) ist ein Bezirk im Westen der regierungsunmittelbaren Stadt Taoyuan in Taiwan.

## Lage und Bedeutung

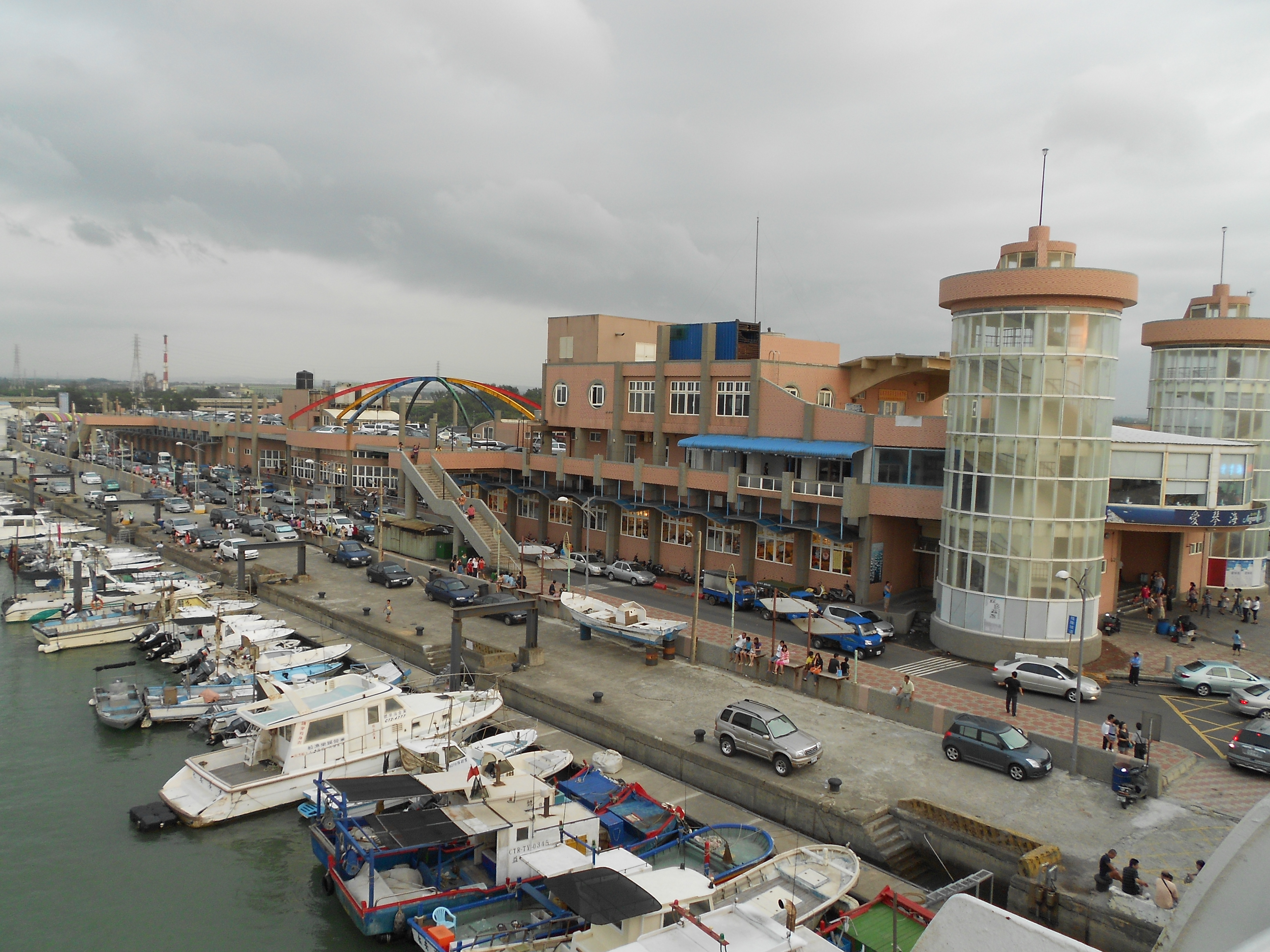
Der Yong'an-Fischereihafen

Xinwu liegt an der Taiwanstraße, im Norden, Osten und Westen grenzt es an die Nachbarbezirke Guanyin, Zhongli und Yangmei sowie an den Landkreis Hsinchu. Unter den Bezirken der Millionenstadt Taoyuan weist Xinwu die größte landwirtschaftlich bebaute Fläche auf, wobei der Schwerpunkt auf Reisanbau liegt. Xinwu gehört zu den bedeutendsten Reisanbaugebieten Nordtaiwans. Die ehemals blühende Fischerei ist heute hingegen nur noch von geringer Bedeutung. Der 1953 eröffnete Yong'an-Fischereihafen ist ein beliebtes touristisches Ausflugsziel.

## Geschichte

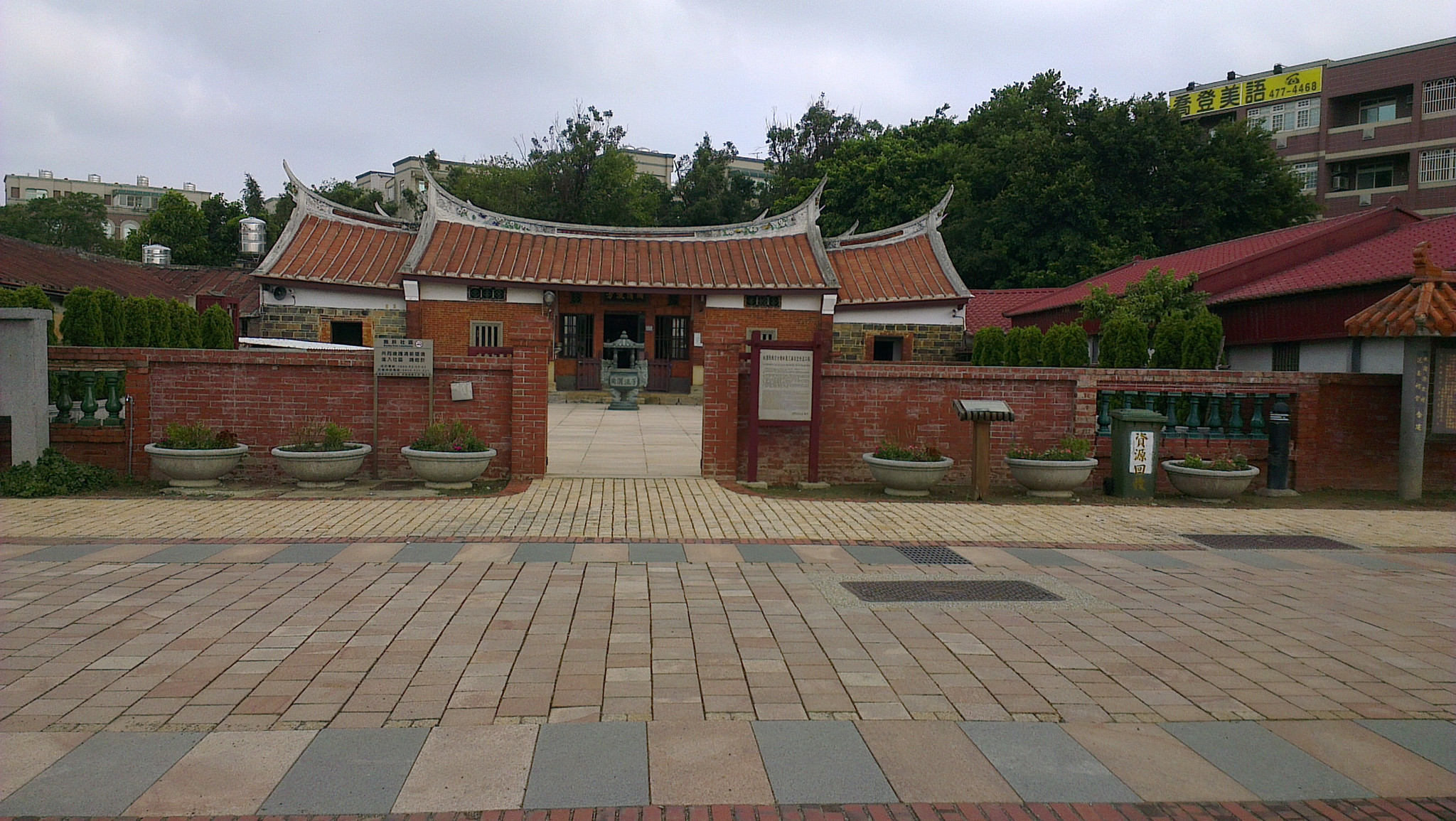
Das Anwesen Fanjiang Zutang

Das Gebiet des heutigen Bezirks wurde seit dem Ende des 18. Jahrhunderts von chinesischen Einwanderern vor allem der Volksgruppe der Hakka besiedelt und landwirtschaftlich urbar gemacht. Die ursprünglich ansässigen Ureinwohner wurden nach Osten abgedrängt. 90 % der Bevölkerung sind heute Hakka, Gebäude aus der Anfangszeit der Besiedlung sind heute historische Sehenswürdigkeiten, wie z. B. die „Ahnenhalle der Familie Fanjiang“ (Fanjiang Zutang).